# 中国—韩国关系
中韩关系或韩中关系（韩语：／ Hanjung gwan'gye */?），是指中華人民共和國與大韓民國之間的雙邊外交關係。雙方在1992年正式建交。此后，两国政治、经贸、文化、人员往来得到巨大发展。1997年12月，韩国总统金大中访华期间，两国关系被提升为“面向21世纪的合作伙伴关系”，2003年卢武铉访华期间提升为“面向21世纪的全面合作伙伴关系”。2008年5月，李明博访华时，两国关系被再次提升为“战略合作伙伴关系”。朴槿惠执政期间，两国关系因韓國部署薩德反導彈系統事件開始有交惡跡象。不过随着2017年末文在寅访问中国以后，两国关系开始趋于缓和。2022年，尹錫悅上任總統後，中韓關係在涉韓戰、台海局勢問題等再次出现不稳定迹象。

## 歷史

### 中國與朝鮮半島關係

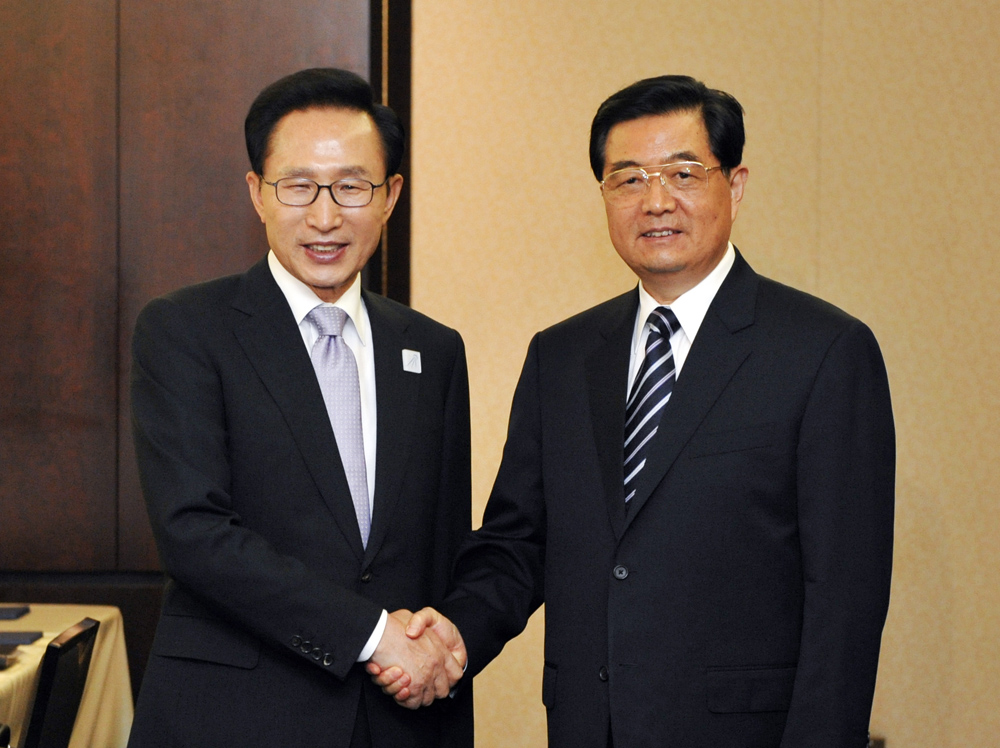
时任大韩民国总统李明博（左）与时任中共中央总书记、中国国家主席胡錦濤（右）

中国与朝鲜半岛交往的历史几乎贯穿于整个中国历史和朝鲜半岛历史，关系長達2000多年。

1840年鸦片战争以后清朝国力渐衰，伴随西方列强的入侵，中国被迫与西方列强签订了一系列不平等条约。李鴻章將自己部下袁世凱任命為朝鮮總督，派赴朝鮮:119。1882年，朝鮮兵士發動壬午事變，攻擊日本公使館，袁世凱逮捕大院君，帶到清朝軟禁:119。1885年至1887年，英國皇家海軍攻打並佔領朝鮮王朝巨文島（英國稱為漢密爾頓港 Port Hamilton），牽制俄國；中國也害怕俄國介入朝鮮半島，最終俄國允諾不侵佔朝鮮領土，英軍撤出巨文島:121。
1885年，朝鮮高宗王妃閔氏派系意圖與俄羅斯帝國簽訂密約，但受到日本和清朝反對而失敗；高宗生父興宣大院君獲釋回朝鮮，牽制閔妃:120。中国与朝鲜半岛的朝贡关系至1895年中日《马关条约》而完全崩溃。
1899年9月，清政府与大韩帝国政府签订《中韩通商条约》（中文本原存於中華民國外交部，現寄存於臺北外雙溪國立故宮博物院恆溫恆濕的庫房保存。），正式建立近代条约关系；至1905年随日俄战争结束，大韩帝国沦为日本的“保护国”，后于1910年被日本吞并。
1921年11月，时任大韩民国临时政府代国务总理兼法务总长、外务总长申圭植以特使的身份到访孙中山在广州刚刚成立的广州中华民国政府，双方相互承认，并正式建立外交关系，成为中韩近代关系史上的一段佳话:51-52。“二战”以后，“冷战”开始，朝鲜半岛南、北形成分属东、西方二大阵营的敌对政权。
1949年1月1日，民國政府承認大韓民國:8767。

### 冷戰
中國與韓國现代关系史，始于“二战”以后。“二战”以后朝鲜半岛分裂为南、北两个国家；与此同时中国因“国共内战”，中国共产党取得胜利后在中国大陆建立中华人民共和国，中国国民党战败后退居台湾。由于意识形态的对立、社会制度差异、朝鲜战争爆发等诸多因素，位于中国大陆的中华人民共和国与位于半岛南部的大韩民国一直处于敌对状态。一方面，中华民国政府从1948年开始承认“三八线”以南的大韩民国政府；另一方面，中华人民共和国成立以后，承认三八线以北的朝鲜民主主义人民共和国为朝鲜半岛合法政府，并一直认为朝鲜半岛应由朝鲜民主主义人民共和国来统一。由于国际局势的变化，伴随1970年代末邓小平推行的“改革开放”政策，强调以“经济建设为中心”和全面实行现代化，中华人民共和国开始重视国际环境的稳定，同时关注朝鲜半岛的和平与安定，朝鲜半岛的安定稳定对中国的经济建设与现代化有着密切的联系。
1970年代以后随国际局势渐渐缓和，中华人民共和国改善了同美国、日本及西方国家的紧张关系，新的国际秩序的形成，在确保国际影响和本国利益时，在重新审视其对外政策。1978年以后在推行改革开放和现代化建设过程中，注意到韩国经济的发展，对韩国出口主导型发展战略作出了肯定的评价，重视同韩国的经济合作，也希望韩国成为经济合作伙伴。
1973年6月23日，时任韩国总统朴正熙发表了“有关和平统一外交政策的特别声明”，即“6·23宣言”，表示韩国愿在平等互惠的原则下与包括苏联和中华人民共和国在内的所有国家实行门户开放:820:381。根据历史学家沈志华的考证，韩国自1971年起就有意拉近与中华人民共和国关系，在1972年的韩国报纸上就已直称“中华人民共和国”，而且从韩国档案看，这是韩国当局有意为之。但同时，韩国当局怕台湾方面中华民国政府的抗议和韩国本土反对方的压力，所以只敢偶尔在报纸上用“中华人民共和国”这个称呼，大部分时间仍使用“中共政权”。但中华人民共和国方面并未感受到韩国的这种小心思。

### 中韓建交
1983年5月5日沈阳飞往上海的中国民航296号三叉戟飞机被卓长仁等人劫持至韩国后由于韩政府恰当处理，中国和韩国進行首次官方會談后，态度开始有所改变。1983年6月，中国、韩国、日本和国际民航组织达成协议，在东海上空，上海飞行情报区和福冈飞行情报区间设立飞跃仁川飞行情报区的“福江走廊”，由中国、日本航空管制机构直接指挥，使得中日间民航机无需向南绕行仁川情报区。
另外一方面随着韩国经济腾飞，中国开始重新认识韩国.随着1986年汉城亚运会和1988年汉城奥运会，与韩国接触交流日渐增多。事实上中国政府非常注重韩国经济发展经验，这就成为两国建立外交关系的经济背景 ，但因為台灣問題，加上韓國政府一直不願意和中華民國政府斷交，雙方的建立外交關係談判處于僵局。1989年，韩国开始与苏联、蒙古及东欧国家建交。1991年12月25日，苏联解体。1992年8月24日，中华人民共和国与韩国彼此建立正式外交关系，同时统辖台湾地区的中华民国政府与韩国政府断绝外交关系。
韩中正式建交后，两国关系即进入蜜月期。1992年9月27日，时任韩国总统卢泰愚在两国建交仅1个月後，便率庞大访华团出访中华人民共和国，会见了中共中央总书记江泽民、中国国家主席杨尚昆、中国国务院总理李鹏等领导人。。双方在北京发表了《中韩新闻公报》，并签署了《中韩贸易协定》、《中韩投资保护协定》、《中韩关于设立经济、贸易、技术联合委员会协定》、《中韩科学技术协定》:183-185:832-834。自建交以来，中韩关系不断提高，双方高层互访频繁，经贸、文化、人员往来迅猛发展。1997年12月，金大中总统访华期间，两国关系提升为“面向21世纪的合作伙伴关系”:247-251:841。2003年，又被提升为“面向21世纪的全面合作伙伴关系”:287:847。2008年5月，时任韩国总统李明博访华时，两国关系被再次升級为“中韩战略合作伙伴关系”，使双边关系走向成熟:350-352:841。2013年6月，朴槿惠总统对中国进行国事访问，中共中央总书记习近平会谈，国务院总理李克强、全国人大常委会委员长张德江分别会见。双方发表《中韩面向未来联合声明》。中韓關係急劇升溫。直到韓國決定部署薩德導彈防禦系統，兩國開始有交惡跡象。不过随着2017年文在寅访问中国以后，两国关系开始趋于缓和。
2023年1月2日，韓國方面考慮到中国新冠肺炎疫情扩散的情況，决定从當日起暂停发放自华赴韩短期签证，并要求自华旅客提供新冠阴性证明等。1月10日起，中国驻韩国使领馆暂停签发韩国公民赴华短期签证。2月1日起，中國对自韩乘机入华旅客进行新冠病毒落地检。2月10日，韩国宣布自11日起恢复向中国公民发放赴韩短期签证。中国驻韩大使馆也表示2月18日起恢复签发韩国公民赴华短期签证。3月1日起旅客自中国入境韓國后无须进行核酸检测。
2024年5月26日至27日，停开4年的中日韩领导人峰会在韩国首尔重新举行，中国国务院总理李强出席会议并见韩国总统尹锡悦。
2024年11月1日，中华人民共和国外交部宣布，从2024年11月8日至2025年12月31日对韩国等9国单方面免签。。9月29日起，韩国对中国团队游客实行临时免签政策，政策有個有效期至2026年6月。

## 政治关系

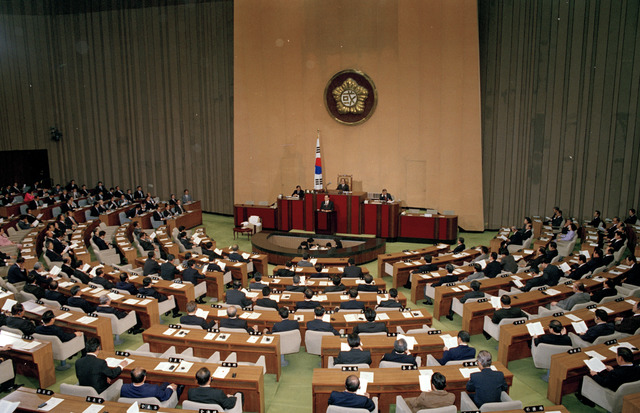
1995年，中共中央总书记江泽民在韩国国会上发表演讲

中华人民共和国与大韩民国建交以来，两国政治关系取得很大进展。1998年11月，韩国总统金大中对中国进行了国事访问，双方签署了《中韩刑事司法协助条约》等多项条约协议；2000年10月，中国国务院总理朱镕基对韩国进行正式了访问，两国签署了《中华人民共和国和大韩民国引渡条约》。2003年7月，卢武铉总统对中国进行国事访问，双方商定在21世纪建立和发展韩中全面合作伙伴关系。两国重申在解决朝鲜半岛无核化问题上的加强合作，强调高层交往和各层次的对话与交流、深化各领域的互利合作、扩大文化、教育等方面的交流与合作，阐明了在东北亚、联合国、世贸、东盟、东盟+3、APEC等国际领域的合作。
两国建交以后，领导人互访频繁，其中历任中共中央总书记、中国国家主席、中国国务院总理与大韩民国总统、大韩民国国务总理及其他国家领导人进行了互访，二国政府高层官员互访频繁，在共同出席的众多国际会议期间举行会晤。截至2014年，先后有大韩民国总统卢泰愚、金泳三、金大中、卢武铉、李明博和朴槿惠、大韩民国国务总理李汉东、李洪九、李海瓒、韩升洙和金滉植、国会议长金守汉、黄珞周和姜昌熙先后访问中国；历任中共中央总书记兼中国国家主席江泽民，胡锦涛和习近平、中国国务院总理李鹏、朱镕基和温家宝、全国人大常委会委员长乔石、李鹏和吴邦国、全国政协主席李瑞环和贾庆林先后访问韩国。
2013年，韩国总统朴槿惠访问北京后，中韩两国迅速进入“蜜月期”。2015年，韩中关系已达到双方建交以来的最高水平。同年9月3日，中国在北京举行反法西斯70周年阅兵活动，朴槿惠应邀出席。特别地，在她访问北京期间，朴槿惠作为韩国总统登上天安门城楼，这在历史上是首次，体现出韩中关系正迈向新的阶段。2015年，日本共同通讯社發表評析文章指出，「習朴會」主要會談議題為朝鲜核问题和如何遏制朝方挑釁行為，此外還有可能涉及舉行中日韩领导人会议的問題；且甚至可能涉及歷史問題，同時，「習近平與朴槿惠共進午餐，給予了高規格的接待」，這是兩人第6次舉行元首會談。另外，文章提到，美國認為中國欲借3日的活動展示軍事實力的增強，對此保持著警惕。而韓國則頗為重視中國，因為中國不僅是其最大的貿易夥伴國，還對遏制朝鮮的挑釁具有影響力。朴槿惠參加閱兵式將給外界發出具有象徵性的信號，即「韓國在歷史問題上將與中國攜手應對日本」，且中韩关系的重要性不亞於韩美关系。
根據韓國《朝鮮日報》報道，在2016年1月6日朝鮮民主主義人民共和國進行第四次核試驗前，朴槿惠一直期待中國能在對北朝鮮制裁方面採取積極措施，但事後卻發現首腦之間熱線電話無法打通。之後，中方要求韓方在2月4日午夜安排首腦通話，但被韓方以通話時間不合外交慣例為由拒絕，而最終在2月5日晚上9時打通電話。此後，朴槿惠即決定同美國商討在韓部署反導系統以對抗北朝鮮的飛彈威脅。2016年7月8日，美韓雙方代表召開記者會，宣布將在韓國部署THAAD導彈防禦系統。（韓國部署薩德反導彈系統事件）中國外交部對此決定表示強烈不滿。其後中韓關係持續惡化，一個典型的例子就是中國廣電總局於11月頒佈文化娛樂方面的「限韓令」，即從2016年11月19日开始，中國國內各電視台以及網路平台等，凡是涉及韓劇、韓國電影或是韓星參演的影視綜藝節目以及根據韓國影視改編的作品，由韓星代言的廣告均不得在中國播出，不過僅引進韓國模式的綜藝節目則不在此列。
2017年11月23日，中华人民共和国外交部部长王毅在钓鱼台国宾馆会见到访的韩国外交部长官康京和。两国外长就“阶段性”处理萨德导弹达成共识，外界解读，“阶段性”是中韩双方在接受共识差异同时管控当前局面的措施。12月2日，一支32人组成的中国旅行团从北京抵达首尔仁川国际机场，受到韩国旅行社及免税店职员欢迎，他们是萨德事件后首批抵达韩国的旅客，此行被誉为“破冰之旅”。12月13日，韩国总统文在寅抵达北京，展开为期四天的国事访问。启程前夕，文在寅接受中国中央电视台记者水均益采访。他指出，此行目的是恢复两国间的政治互信，强调萨德系统纯粹用于防御，不会伤害中国的安全利益。
2022年3月25日，中共中央总书记兼中国国家主席习近平和韩国新当选总统尹锡悦通电话，这是尹锡悦赢得总统选举以来首次与中国领导人通话。
2022年5月，中国国家副主席王岐山作为习近平特别代表前往韩国韩国新任总统尹锡悦就职仪式，期后分别会见新任总统尹锡悦和时任总统文在寅。
2022年8月9日，韩国外长朴振访华，表示韩方愿以两国建交30周年为契机，推动韩中战略合作伙伴关系发展。
2023年4月19日，路透社发表对韩国总统尹锡悦的采访，采访中，尹锡悦称“台湾问题不单纯是两岸之间的问题，也像朝鲜问题一样，是全球性问题”。4月20日，外交部发言人汪文斌主持例行记者会时就尹锡悦言论表示，解决台湾问题是中国人自己的事，不容他人置喙。同日，韩国外交部发布媒体声明，并召见中国驻韩大使邢海明，就中方对韩国总统尹锡悦涉台发言作出的评论提出强烈抗议。韩外交部称，中国外交部发言人对尹锡悦的言论作出了无礼的评论，这是外交上的失礼行为。同日，中国外交部副部长孙卫东同韩国驻华大使郑在浩通话，就尹锡悦涉台言论提出严正交涉。韩国媒体报道称，孙卫东在交涉中表示，中国外交部发言人此前有关“不容他人置喙”的表态，不是针对尹锡悦。
2023年4月23日，中國官媒環球時報發表評論員文章，批評韓國總統尹錫悦訪問美國前後涉及台灣的言論，引發韓國駐華大使館抗議。對此，環球時報5月8日發表社評反擊，對尹錫悦政府「媚美親日的屈辱外交」最嚴厲的批判來自韓國國內，如果不是因為在涉及中國核心利益，中國人根本沒有興趣去評價。但韓方最近一些涉華公開言行，在中國社會引起了強烈的反感和警惕，這才是助長兩國民間「負面認知」的罪魁禍首。對此，中國外交部5月8日表示，《環時》觀點不代表中國政府的立場，但反映了中國國內民意。
6月8日，中國駐韓大使邢海明会见共同民主党黨魁李在明时表示，美国正竭力打压中国，有的人赌美国赢、中国输，这显然是误判，没看清历史大势，稱现在赌中国输的人今后一定会后悔。韩方事後由外交部第一次官張虎鎮召见邢海明强烈表示遗憾。中國外交部指邢海明同韩各界人士广泛接触交流是其职责所在。韓國外交部指他以不符事实的内容刻意正面批判韩国政府政策，此举引发问题，認為違其反《维也纳外交关系公约》和外交惯例，属于干预韩国政治的内政干涉行为。而中國由外交部部長助理農融召見韓國駐華大使鄭在浩關切和不滿韓方就邢海明言論的不當態度。農融指出邢海明大使同韓國各界人士廣泛接觸交流是其職責所在，目的是增進理解、促進合作，維護和推動中韓關係發展。希望韓方深刻反思，當前中韓關係的問題所在，並予以認真對待。而鄭在浩也對農融表示，中國駐韓國大使會見韓國在野黨黨首時發表的言論有違外交慣例，不合常理、具有挑釁性且與事實不符，已對此表示嚴重憂慮並轉達了韓方的嚴正抗議。

## 經貿關係

### 贸易

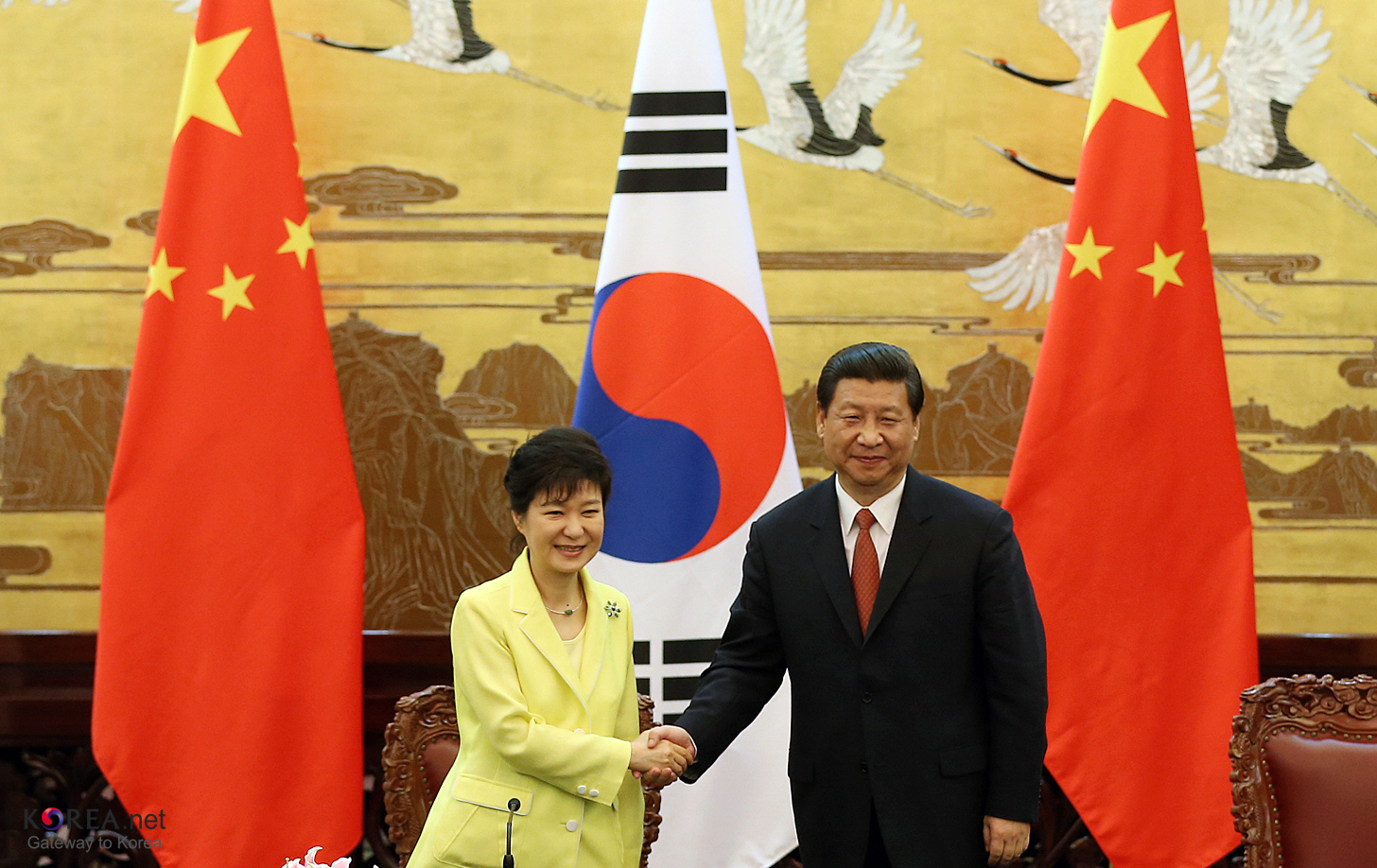
大韩民国总统朴槿惠（左）与中共中央总书记、中国国家主席习近平（右）

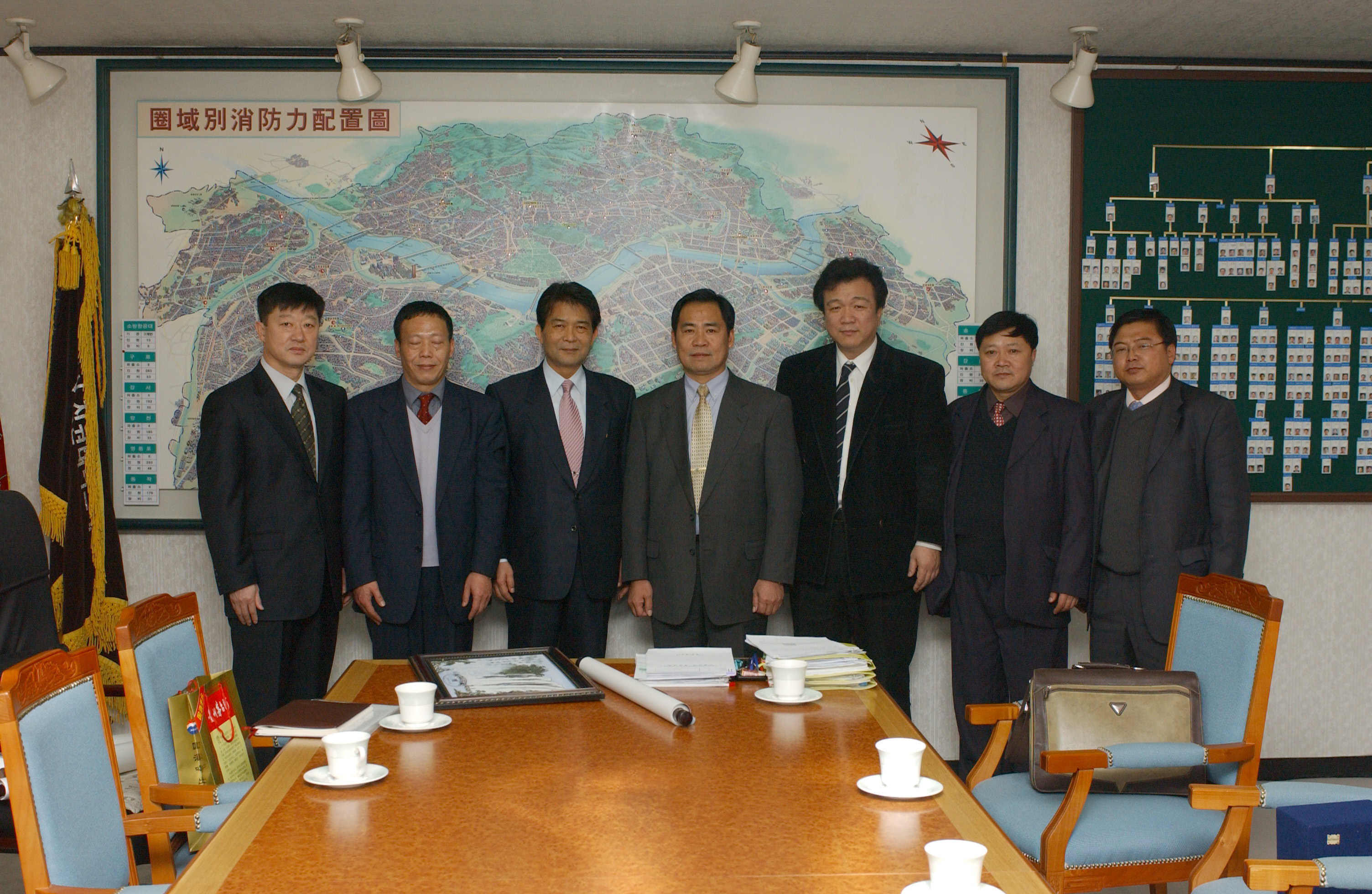
2005年韓國消防防災廳長參訪贵州公安消防总队

中国国际贸易促进委员会（中国贸促会）在于韩国首都首尔设立驻韩国代表处
中国与韩国进行经济交流始于从1975年，当时主要通过香港、日本、新加坡等地间接贸易，贸易规模小。1983年起开始通过香港、新加坡等地开始间接贸易，1988年3月开始开展民间直接贸易，1991年，中国国际商会同大韩贸易振兴公社在首尔和北京互设代表处。1992年2月和7月，中韩民间贸易协定和民间投资保护协定分别生效。1992年中韩建交后，两国签订了贸易协定和投资保护协定以及关于成立经济、贸易和技术合作联委会的协定，二国经济贸易迅猛发展。
1980年代后两国贸易渐增，各种经济交流与合作也呈现大规模、多样化趋势。二国1992年建交以来，双边关系快速发展。人员互访从1992年的13万人上升至2006年的480万人；双边贸易额从1992年的50.3亿美元上升至2013年的2,742.5亿元，在国家和地区中韩国成为中国第三大贸易对象，中国成为韩国最大的贸易伙伴、第一大出口对象国、第二大进口来源国；其中中国向韩国出口额911.8亿美元，自韩国进口额1,830.7亿美元，两国领导人商定2015年中韩贸易额达3,000亿美元的目标，并于2012年5月启动中韩FTA谈判。
据中国海关统计，2011年中韩贸易额2,456.3亿美元，增长18.6%。其中，中方出口829.2亿美元，进口1,627.1亿美元，同比分别增长20.6%和17.6%。2012年中韩贸易额2,563.3亿美元，增长4.4%。其中，中方出口876.8亿美元，进口1,686.5亿美元，同比分别增长5.7%和3.7%。2013年中韩贸易额2,742.5亿元，同比增长6.9%。其中，中方出口911.8亿美元，进口1,830.7亿美元，同比分别增长3.9%和8.5%。中国是韩最大贸易伙伴、最大出口市场和进口来源国，韩是中国第三大贸易伙伴国。两国领导人商定2015年中韩贸易额达3,000亿美元的目标，并于2012年5月启动中韓自由貿易區谈判，並於2015年6月落實。  　　
2023年1月，中国首次成为韩国单月的贸易逆差国，中国也从韩国的第一大贸易顺差国成为第一大贸易逆差国。有分析認為主要是因为2022年中国动态清零政策和封城措施导致韩国对华出口减少。當年韩国对华直接投资同比下降78.1%，而且自1992年以来，中国首次不在韩国最青睐的五大投资目的地之列。
| 年分 | 进出口 | 进出口 | 出口至韩国 | 出口至韩国 | 自韩国進口 | 自韩国進口 |
| 年分 | 金额   | 年增速 | 金额       | 年增速     | 金额       | 年增速     |
| ---- | ------ | ------ | ---------- | ---------- | ---------- | ---------- |
| 2019 | 2845.8 | ▼9.2   | 1110.0     | ▲2.1       | 1735.7     | ▲4.9       |
| 2020 | 2852.6 | ▲0.3   | 1125.0     | ▲1.4       | 1727.6     | ▼0.5       |
| 2021 | 3623.5 | ▲26.9  | 1488.6     | ▲32.4      | 2134.9     | ▲23.3      |
| 2022 | 3622.9 | ▲0.1   | 1626.2     | ▲9.5       | 1996.7     | ▼6.5       |
| 2023 | 3107.4 | ▼13.5  | 1489.9     | ▼7.2       | 1617.5     | ▼18.7      |

### 投资
2013年，韩在华投资新批项目1371个，中国实际使用韩资30.5亿美元。截至2013年，韩累计对华投资项目56224个，实际投资金额559.5亿美元。韩是中国第四大外商直接投资来源国。2013年，中国对韩非金融类直接投资2.5亿美元，同比增加121.4%。截至2013年，中国累计对韩投资12.4亿美元。
由于早期未建立外交关系，韩国对中国大陆的投资起步较晚，直至1985年才有企业经香港或日本的间接投资，1988年才开始有直接投资。1992年韩国对华投资仅为1.19亿美元，1993年以后投资增长速度明显加快，到1998年韩国对中国大陆投资已达11,177项、合同金额达148.4亿美元，实际使用金额达72.9亿美元；2006年，韩国对华投资累计达169.8亿美元（依照中方统计为349亿美元）。著名企业有大宇、三星電子、現代汽車、LG电子和起亚自动车株式会社在中国建立了广泛的生产和营销网络。
韩国企业开始起始阶段投资区域集中环渤海湾地区的东北和山东省等地，随着两国关系的改善和韩企对中国情况的了解也越来越多，对中国沿海地区和中、西部地区的投资出现扩大的趋势。韩企对华投资的一个显著特点是制造业居多，企业构成上，中小型企业多，开始阶段以纺织服装、玩具、鞋类、皮革加工等劳动密集型产业为主；进入1990年代中后期后，机电、汽车、化工等技术密集型和资本密集型企业投资迅速增加，并开始同欧美、日资企业展开竞争。
韩国在华投资企业与欧、美在华企业相比，韩资企业技术含量高的少，以劳动密集型和消费品生产企业居多，以技术研究和开发在韩国、产品在中国当地生产的投资方式。经营管理上，有些中小型韩资企业侵犯人权、违反劳动法超时工作较为普遍，对职员的培训方面投入较少，韩国企业的当地化水平不高；起用中国人不够，企业的部门经理和业务主管多有韩国人担任，中国人在韩企得到晋升和提拔机会不多。基于上述原因，韩资企业关闭或撤资较多。

### 中商组织/中资银行
2001年12月26日，韩国中国商会在首尔成立。目前设金融投资分会、贸易分会、交通旅游分会、海运分会、钢铁分会、信息技术分会、文教工程分会、地方代表处分会、釜山分会、济州分会、全罗南道分会等。
目前，中国银行、中国工商银行、中国建设银行、中国交通银行、中国农业银行、中国光大银行等中国多家银行在韩设有分行。

## 军事交流
1992年中韩两国正式建立外交关系后，两国先后于1993年12月和1994年4开设韩国驻华武官处和中国驻韩武官处。1992年和1994年，韩国联合参谋本部议长曾两次随韩国总统访华。1995年，两国召开了国防政策实务会议，并开始不定期第举办军队的体育交流和国防学术大会。:208
两国关系提升为“合作伙伴关系”后，中国人民解放军副总参谋长熊光楷于1998年8月带团访韩，拉开两国军队高层交流的序幕。1999年，韩国国防部长赵成台访华，成为朝鲜战争后首位来华的部长级韩国军方官员。2000年1月，中国国防部部长迟浩田访韩。2001年12月，韩国国防部长官金东信访华，并举行了两国国防部长会议:208。2001年10月，韩国海军士官学校巡洋舰队访问了中国上海，2002年5月，中国“嘉兴”号、“连云港”号护卫舰先后访问了韩国仁川港。2002年9月，韩国空军大学运输机首次访问中国:209。
两国关系提升为“全面合作伙伴关系”后，中韩两军从2004年开始定期举行局长级别的国防政策实务会议。2005年中共中央总书记胡锦涛访韩期间，双方在首尔首脑会议共同声明中表示“双方同意继续加强两国国防、安全领域的对话和接触，扩大两军交流”。这是两国首次将深化军事关系明确记录到正式文件中。2006年，两国共同商定将韩国陆军第3集团军司令部和中国济南军区的互访定例化，中国北海舰队、东海舰队与韩国海军第2舰队也开始交流。2005年和2007年，两国海军分别在海南岛和东海临海进行了搜救演习，使两军关系进入全面交流阶段。:209
2008年两国关系提升为“战略合作伙伴关系”后，两军关系进入军事合作阶段。两国海军和空军之间开通了直通电话，并持续开展联合搜救演习。2010年天安舰事件和延坪岛炮击事件后，韩方对中国所持态度不满，两国军事高层交流中断。2011年7月15日，两国在北京举行了第8届国防部长会议，决定建立高层国防战略对话机制，推动尽早签署有关救灾互助的谅解备忘录，2012年起向对方开放短期教育课程。当时与中国定期举行国防战略对话的国家只有美国、俄罗斯等7个国家。
2013年，朴槿惠总统访华后，两国关系进入最高水平。同年7月12日，韩国海军参谋总长崔润喜登上了中国的新潜艇，标志着两军关系进入了一个新的阶段:209-210。2013年3月28日，韩国向中国移交了首批437具在韓戰中陣亡的中国人民志願軍军人遗骸:215。2014年7月23日，两国在北京举行第四次战略对话，就开通国防部直通电话签署了谅解备忘录。韩国国防部是继美国国防部和日本防卫省之后，中国国防部与之开通直通电话的第三个国家国防部:214。2015年2月，中国国防部长常万全对韩国进行了为期3天的访问。这是继2006年前国防部长曹刚川访韩后，中国国防部长第三次访韩。截止到2015年，两国国防部长先后进行了9次互访，其中韩国国防部长访华6次，中国国防部长访韩3次:211。

## 爭議

苏岩礁以及东海大陆架分布圖

### 苏岩礁专属经济区争议
兩國對於主權之争，本身並无异议，不像两国分别与日本有釣魚島和独岛之間的主权争议，但在部分问题上仍有爭論。
两国政府对于苏岩礁的主权以及是否是“岛屿”这个属性并无争议，但在两国的专属经济区归属上有分歧，韩方主张以中间线作为划界标准将苏岩礁划为韩国专属经济区，而中方则主张依据大陆岸线原则将其划为中国专属经济区。因此，中韩两国常常发生渔业冲突。

### 高句丽历史归属争议
高句丽是一个位置覆盖今日朝鲜、中国东北和俄罗斯部分地区的国家，中韩两国学术界、民间和政界对于高句丽属于中国古代政权还是朝鲜半岛古代政权存在争议。

### 文化争议
由于中韩两国互相之间历史文化影响深厚，拥有许多类似的文化，因此两国民间对部分历史文化的归属产生争议，经常造成舆论冲突。例如2004年韩国申请江陵端午祭为非物质文化遗产等事件，引发中国民间反韩浪潮。

### 引用
1. ↑  . 中华人民共和国外交部. 2024-02-02  [2024-02-29]. （原始内容存档于2022-02-15）.
2. 1 2 3 4  宮脇淳子. . 新北市: 八旗文化. 2015 [2011]. ISBN 978-986-5842-66-6.
3. ↑  石建国. . 杭州: 浙江大学出版社. 2014年4月. ISBN 978-7-308-13033-2.
4. ↑  石源华. . 《韩国研究论丛》. 1996年, (00期).
5. ↑  石源华. . 《世纪》. 2002年, (05期).
6. ↑  2004年10月29日，学术中国 （页面存档备份，存于），《中国与朝鲜半岛关系流变——世界体系论视角》
7. ↑  亚洲文明研究院网站[永久]，《二十世纪后半叶中国与朝鲜半岛关系》，权赫秀教授
8. ↑  韓信夫、劉明逵、郭永才、王明湘、齊福霖、范明禮、張允侯、張友坤、章伯鋒、胡柏立、耿來金、劉壽林、鍾碧容、鍾卓安、陳崧、王好立、朱信泉、任澤全、蔡靜儀、丁啟予、陳永福、嚴如平、柏宏文、吳以群、羅文起、查建瑜、婁獻閣、白吉庵、李靜之、張小曼、石芳勤、徐玉珍、江紹貞、熊尚厚、吳以群、劉一凡、郭光、郭大鈞、王文端、李起民、李隆基、常丕軍、劉敬坤、陳道真、李振民、張振德、梁星亮、陳仁庚、董國芳、張守憲、王榮斌、陳敏、章笑明、汪朝光、卞修躍、賈維、陳民、朱宗震編著. 李新總主編，中國社會科學院近代史研究所中華民國史研究室，韓信夫、姜克夫主編 , 编. . 北京: 中華書局. 2011. ISBN 9787101079982.
9. 1 2 3 4 5  杨昭全、孙艳株. . 长春: 吉林文史出版社. 2013年6月. ISBN 978-7-5472-1603-3.
10. ↑  方秀玉. . 上海: 上海辞书出版社. 2011年12月. ISBN 978-7-5326-3500-9.
11. ↑  . 澎湃新闻. 2017-11-10. （原始内容存档于2022-04-22）.
12. ↑   (PDF). Korea Times (Defense Technical Information Center). 1983-06-12.
13. ↑   韩国建国大学·《韩中关系论》，宋永等编写·1993年8月由韩国知永社出版
14. 1 2 3 4  宋成有 等. . 北京: 社会科学出版社. 2014年1月. ISBN 978-7-5097-5142-8.
15. 1 2  . 紐約時報中文網 國際縱覽. 2017-03-03  [2017-03-08]. （原始内容存档于2020-11-22） （中文）.
16. ↑  .   [2023-01-10]. （原始内容存档于2023-01-17）.
17. ↑  .   [2023-02-09]. （原始内容存档于2023-02-01）.
18. ↑  . 韩联社. 2023-02-10  [2023-02-12]. （原始内容存档于2023-05-01）.
19. ↑  .   [2023-02-15]. （原始内容存档于2023-04-30）.
20. ↑  .   [2023-02-22]. （原始内容存档于2023-04-25）.
21. ↑  . www.mfa.gov.cn.   [2024-05-27]. （原始内容存档于2024-05-27）.
22. ↑  . www.worldjournal.com. 2024-11-01  [2024-11-02]. （原始内容存档于2024-12-04）.
23. ↑  . 第一财经_专业创造价值. 2025-08-06  [2025-08-06] （中文）.
24. 1 2
25. ↑  陳筑君. . 中國時報. 2015-09-02  [2015-09-02]. （原始内容存档于2015-09-04） （中文（繁體））.
26. ↑  新浪. . 新浪新聞. 2016-07-08  [2016-07-09]. （原始内容存档于2022-04-22） （中文（简体））.
27. ↑  . 無線新聞. 2016-07-08  [2016-07-08]. （原始内容存档于2017-03-09）.
28. ↑  . 中時電子報. 2016-11-19  [2017-01-12]. （原始内容存档于2022-04-30）.
29. ↑  . ETtoday. 2016-11-19  [2017-01-12]. （原始内容存档于2022-04-22）.
30. ↑  . 香港01. 2017-11-23.
31. ↑  . 商業電台. 2017-12-03  [2017-12-13]. （原始内容存档于2017-12-03）.
32. ↑  . 蘋果日報 (香港). 2017-12-03  [2017-12-13]. （原始内容存档于2017-12-04）.
33. ↑  . 新浪新闻. 2017-12-13  [2017-12-13]. （原始内容存档于2017-12-13）.
34. ↑  . 香港01. 2017-12-12  [2017-12-13].
35. ↑  . www.news.cn.   [2022-03-28]. （原始内容存档于2022-04-22）.
36. ↑  . china.cnr.cn.   [2022-08-18]. （原始内容存档于2022-05-13）.
37. ↑  . new.fmprc.gov.cn.   [2022-08-09].
38. ↑  . 韩联社（韩国联合通讯社）. 2023-04-19  [2023-04-27]. （原始内容存档于2023-04-27） （中文）.
39. ↑  . mil.news.sina.com.cn.   [2023-04-27]. （原始内容存档于2023-05-02）.
40. ↑  . 韩联社（韩国联合通讯社）. 2023-04-20  [2023-04-27]. （原始内容存档于2023-05-19） （中文）.
41. ↑  . 韩联社（韩国联合通讯社）. 2023-04-20  [2023-04-27]. （原始内容存档于2023-05-19） （中文）.
42. ↑  . world.people.com.cn.   [2023-04-27]. （原始内容存档于2023-05-19）.
43. ↑  . www.zaobao.com.sg.   [2023-04-27]. （原始内容存档于2023-04-30） （中文（简体））.
44. ↑  . 香港01 (聯合早報). 2023-05-09  [2023-05-09].
45. 1 2  张黎莉. . 韩联社（韩国联合通讯社）. 2023-06-13  [2023-06-18]. （原始内容存档于2023-06-18） （中文）.
46. ↑  . 中新网. 2023-06-12. （原始内容存档于2023-06-18）.
47. ↑  
.   [2024-09-30]. （原始内容存档于2023-06-11）.
48. ↑  . 中国国际贸易促进委员会.
49. ↑  2007年8月24日韩国《中央日报》，《开创韩中关系的新纪元》。
50. ↑  2006年2月14日新华网 （页面存档备份，存于），《中韩全面合作伙伴关系记录》。
51. ↑  2007年8月24日韩联网 （页面存档备份，存于），《韩中建交15周年②韩中经济与韩美经济的差异》。
52. ↑  中华人民共和国商务部
53. ↑  . 韩联社（韩国联合通讯社）. 2023-03-28  [2023-03-30]. （原始内容存档于2023-03-31） （中文）.
54. ↑  . RFI - 法国国际广播电台. 2024-03-15  [2024-03-15]. （原始内容存档于2024-03-29） （中文）.
55. 1 2  中国海关总署
56. ↑  徐长文：《韩国企业对华投资的现状及发展战略》，《亚非纵横》（2002年第1期）
57. 1 2 3 4 5 6 7 8  赵杨、刘吉文、李潇. . 北京: 世界知识出版社. 2015年12月. ISBN 978-7-5012-5138-4.
58. ↑  杨龙. . 《学理论》. 2012年, (第27期).